# József Varga (football, 1954)
À ne pas confondre avec József Varga (football, 1988)
József Varga, né le 9 octobre 1954 à Budapest, est un footballeur international hongrois, évoluant au poste de défenseur central du milieu des années 1970 au début des années 1990.

## Biographie

### En club
Joueur professionnel du Budapest Honvéd entre 1973 et 1985, Varga joue un total de 284 matchs en championnat avec cette équipe, remportant trois titres de champion de Hongrie et une Coupe de Hongrie. 
Il joue également 7 matchs en Coupe d'Europe des clubs champions avec cette équipe, atteignant les huitièmes de finale de la compétition lors de la saison 1980/1981.

### En équipe nationale
Il honore 31 sélections avec la sélection nationale hongroise entre 1980 et 1986. 
Il joue son premier match en équipe nationale le 24 septembre 1980 contre l'Espagne et son dernier le 9 juin 1986 contre l'équipe de France.
Avec la sélection hongroise il participe à deux Coupes du monde : en 1982 puis en 1986. Lors du mondial 1982 organisé en Espagne, il inscrit un but face à la Belgique.

## Palmarès
- Championnat de Hongrie
  - Champion : 1980, 1984, 1985 avec le Budapest Honvéd

- Coupe de Hongrie
  - Vainqueur : 1985 avec le Budapest Honvéd
  - Finaliste : 1983 avec le Budapest Honvéd